# Мінгіріат
Мінгіріат (синд. Minhiriath, у перекладі — «Міжріччя») — у легендаріумі Дж. Р. Р. Толкіна назва частини земель Еріадору між Імлистими Горами та Еред-Луїн. Видається, що на півночі Мінгіріат не мав чітко окреслених кордонів, однак на півдні, сході та заході його межами слугували річки та берег Моря: Барандуїн (Брендівинна), Мітейтель (Сиводжерельна) та Береґаер («Велике Море»). Однак у «Незакінчених оповіданнях» говориться, що ці землі були названі нуменорцями Мінгіріатом через їх знаходження у міжріччі Барандуїна (Брендівинної) та Ґватло (Сірого Потоку).

## Населення та історія

Приблизні кордони Мінгіріату

### У Другу Епоху
Корінне населення Мінгіріату (мінгіріатрими) походило від тих же самих домів аданів, що й пращури нуменорців. Однак через те, що вони спілкувалися абсолютно незрозумілою для нуменорців мовою, ті не визнавали мінгіріатримів за Середній народ.
Після початку широкомасштабної вирубки лісів на землях Мінгіріату у часи правління нуменорських «Морських королів» (після 7 століття Другої Епохи) мінгіріатрими почали проявляти ворожість до прибульців з Острову, а ті у відповідь почали переслідувати місцеве населення та виганяти його з насиджених місць. То ж з мінгіріатримів, зрештою, уціліли лише ті, що «тікали з Мінгіріату у нетрі великого Мису Ерін-Ворн». Цей мис розташовувався на південь від гирла Барандуїна (Брендівинної), яке тубільці не наважувалися переходити, побоюючись ельфів.
Як і інші корінні мешканці Енедвайту, після появи у землях на захід від Імлистих Гір Сауронових військ, мінгіріатрими сподівалися, що перемога Темного Володаря дозволить покласти край нуменорській експансії та уможливить їхнє повернення на прабатьківські землі. Однак їхні сподівання лишилися марними, позаяк Саурон обманув їх і лише скористався їхньою допомогою у війні проти ельфів та їхніх союзників-нуменорців; а його власні воїни спалили ті залишки лісів, які не встигли ще вирубати нуменорські дроворуби. Зрештою, армії Темного Володаря зазнали остаточної поразки 1701 року Другої Епохи й змушені були залишити край.

### У Третю Епоху
Починаючи з 3320 року Другої Епохи Мінгіріат увійшов до складу новоствореного Королівства Арнор, утворивши північну частину: «…краю далекого та широкого, чи-то пак пустельного, безлісого, однак неосвоєного».
Після 861 року Третьої Епохи Мінгіріат відійшов до одного з новопосталих королівств дунаданів Півночі — Кардолану, однак, коли останній було спустошено військами Короля-Чаклуна з Анґмару в 1409 році, це призвело до знелюднення й Мінгіріату. Ще страшнішого удару завдала Смертельна моровиця, яка прокотилася західними землями Середзем'я у 1636 році. Після неї Мінгіріат "майже повністю знелюднів, хоча у лісах і продовжувала залишатися «певна кількість потаємного мисливського люду». Очевидно, одним з їхніх укриттів продовжував залишатися Ерін-Ворн, хоча достовірних даних про це у роботах Толкіна немає.
З остаточним падінням дунаданських королівств Півночі у 1974 році, Мінгіріат фактично залишився «нічийною землею», оскільки на захід від Імлистих Гір не лишилося жодної держави, яка могла б заявляти претензії на його територію. Напередодні Війни Перстеня Мінгіріат усе ще продовжував залишатися «краєм, місцями вкритим густим лісом», однак це були лише залишки колишнього велетенського лісового масиву, який майже знищили багаторічні вирубки, пожежі та війни.
Однак, за словами Елронда:
|  | Могильні духи з Курганів відомі нам під різними іменами; і про Праліс ходить багато легенд; усе, що зараз залишилося, - це клапоть із його північної смуги. А був час, коли білочка могла з дерева на дерево проскакати від земель, які нині звуть Широм, до Сірого Краю, що на захід від Ізенґарда. |

З цього ж твердження Елронда можна зробити висновок, що одним з небагатьох залишків колишнього велетенського лісового Мінгіріату у Третю Епоху залишався Праліс на східному кордоні Ширу. Іншими, ймовірно, були ліси мису Ерін-Ворн та Чет-ліс поблизу Брійського пагорба.

### У Четверту Епоху
Судячи зі слів Ґандальфа, після коронації Араґорна та відновлення Возз'єднаного Королівства на землі Еріадору (зокрема, й Мінгіріат) мало чекати досить добре майбутнє. Так, у розмові з Барліманом Кременою про землі, що на захід та південь від Брі, він передбачив, що
:
|  | І тоді знову відкриють Зелений Шлях, і королівські гінці помчать на північ, і почнеться жвавий рух, усе лихе проженуть, і там, де колись були пустища, люди оброблятимуть лани та поля. |

## Цікаві факти
Переклад ельфійської назви «Мінгіріат» (дослівно — «Між річками») є практично повним аналогом англійської назви Межиріччя (Месопотамії).